# Kenning
Pour les articles homonymes, voir Kenning (homonymie).
Une kenning (pluriel : kenningar) est une figure de style, qui consiste à remplacer un mot par une périphrase à valeur métaphorique. Elle utilise ainsi un langage figuratif à la place d'un nom plus concret composé d'un seul mot.
Les kenningar sont fortement associées aux vers allitératifs en vieux norrois et en vieil anglais. Ils ont continué à être une caractéristique de la poésie islandaise (y compris la ríma) pendant des siècles, avec le heiti, étroitement apparenté. La guerre est par exemple appelée « vacarme des épées » dans certaines parties du Skáldskaparmál.

## Description
Les kenningar sont souvent composées de deux noms dont l'un est au génitif. Certains d'entre eux peuvent cependant contenir jusqu'à six termes[réf. nécessaire]. Le « cheval de la mer » signifiant le bateau, le timonier est parfois désigné comme l’« homme du cheval de la mer ».
Les kenningar font souvent appel à des images mythologiques. Dans le Lokasenna, Loki est ainsi nommé « père du loup », en allusion à sa parenté avec Fenrir. De même, l'or peut être désigné par la « farine de Frodi », le « feu du lit du serpent », « la chevelure de Sif », « la semence de Kraki » ou le « tribut de la loutre » (ou selon les traductions, le « prix du sang de la loutre »), en référence à différents chants de la mythologie nordique.
L’Edda de Snorri Sturluson en recense et explique certains.
La kenning est également à la base de noms propres comme celui de Beowulf, le « loup des abeilles », une désignation indirecte de l'ours qui est la conséquence possible d'un tabou de chasse.

## Hors du monde scandinave
Ce type de figure de style remonte à la période commune des Indo-Européens où l'or, par exemple, est désigné comme le « feu des eaux ». Figure typique de la poésie germanique et de la poésie celtique, elle se rencontre parfois dans d'autres parties du domaine indo-européen comme en Grèce. Le bateau « cheval de la mer » a ainsi un correspondant homérique « ἁλòς ἵπποι » halòs híppoi. Pour Chérilos de Samos, les pierres sont les « os de la terre » et les fleuves ses « veines ».
On retrouve ce type de métaphores figées, sous forme de qualificatif quasi-obligé, dans les épithètes homériques mais alors que les aèdes disent « l'Aurore aux doigts de rose », les scaldes occultent le sujet et diraient quelque chose de plus sibyllin, comme « la rose aux doigts », pour signifier l'aurore.  Jorge Luis Borges, qui lisait le vieux norrois comme le grec ancien, évoque ces similitudes et rapproche aussi les kenningar du langage précieux. Ces procédés stylistiques sembleraient aujourd'hui pauvres et répétitifs mais doivent être compris dans le contexte d'une poésie essentiellement orale à la scansion de laquelle ils participaient.

## Exemples
- La barbe, forêt de la joue.
- Le ciel nocturne, salle de la lune.
- Le soleil, éclat des alfes.